# Hieraaetus weiskei
L'aquila pigmea (Hieraaetus weiskei (Reichenow, 1900)) è un uccello rapace della famiglia degli Accipitridi.

## Distribuzione e habitat
La specie è endemica della Nuova Guinea.